# Naco (Arizona)
Pour les articles homonymes, voir Naco (homonymie).
Naco est une census-designated place du comté de Cochise, dans l'État de l'Arizona, aux États-Unis. En 2020, elle compte une population de 824 habitants. Naco est située sur la frontière entre les États-Unis et le Mexique et fait face à une localité homonyme coté mexicain qu’il est possible de rejoindre en passant par le poste-frontière de Naco.